# Whipplea
Whipplea é um género botânico pertencente à família Hydrangeaceae.